# Экономические отношения
Экономи́ческие отноше́ния — объективно складывающиеся отношения между людьми при производстве, распределении, обмене и потреблении благ.
Обычно каждый экономический агент постоянно и одновременно вступает во множество экономических отношений. Об устойчивых экономических отношениях можно говорить тогда, когда экономические агенты вступают в них периодически.
Мотивацией для осуществления добровольных экономических отношений для каждой из сторон обычно является выгода. Такие отношения могут фиксироваться договорами.
Критерий выгоды или экономический эгоизм — объективное желание экономической выгоды, присущее каждому экономическому агенту. Такой эгоизм, по сути, является формой психологического эгоизма, который конкретизирует материальный характер желания.
Как основу торговли (обмена), данный термин впервые ввёл в оборот классик политэкономии Адам Смит, который в своей книге «Исследование о природе и причинах богатства народов» (1776) писал: «…дай то, что нужно мне, и я дам то, что нужно тебе…». Взаимный обмен и взаимная выгода — результат, мотивационной причиной которых выступает именно желание совершить этот обмен и получить предположительную выгоду.
Американские исследователи Р. Строуп и Д. Гвартни в своей книге «Азбука экономики» указывают, что рыночная экономика — это экономика мотивов, и управление такой экономикой, соответственно, подразумевает целевое влияние на мотивы экономических агентов.
В свободном экономическом обществе позитивные последствия проявления экономического эгоизма (свободная торговля и конкуренция, частная собственность) могут компенсироваться негативными (неравномерное распределение национального экономического дохода, нарастание социального неравенства и напряжения).

## Классификация экономических отношений
Экономические отношения по социальному признаку подразделяются на:
1. социально-экономические отношения или производственные отношения;
2. технико-экономические отношения;
3. организационно-экономические;